# Lâu đài Łęczyca
Lâu đài Hoàng gia Łęczyca là một lâu đài thời trung cổ nằm ở Łęczyca, Ba Lan. Lâu đài được Casimir III Đại đế dựng lên như một công trình công sự trong thời gian 1357-1370.

## Lịch sử
Ngay sau khi hoàn thành, Lâu đài trở thành nơi ở của vua Casimir Đại đế, và sau đó là trụ sở của thống đốc Łęczyca. Vào năm 1406, nó đã bị các Hiệp sĩ Teutonic đốt cháy và xây dựng lại trong những năm sau đó để phục vụ như một phòng hội nghị vào năm 1409, nơi các quyết định được đưa ra liên quan đến cuộc chiến đang đến gần với the Order. Sau trận chiến Grunwald, nhiều Hiệp sĩ Teutonic đã bị giam giữ tại đây. Trong những năm sau đó, bốn hội nghị quốc tế đã được tổ chức tại đây (1420, 1448, 1454 và 1462), và lâu đài trở thành trụ sở của vua Casimir IV Jagiellon trong một cuộc chiến khác với the Order (1454-1466).
Sau một trận hỏa hoạn lớn vào nửa sau của thế kỷ XV, lâu đài vẫn còn hoang tàn cho đến đầu những năm 1560. Sau đó, vào năm 1563-1565, Jan Lutomirski, Thủ quỹ lớn của Vương miện đã xây dựng lại hoàn toàn lâu đài. Chi phí của toàn bộ dự án lên tới gần 3.000 florin, được lấy từ ngân khố hoàng gia. Những thảm họa mà đập vào thành trì trong nửa đầu của thế kỷ XVII đã giúp Tổng Thụy Điển Robert Douglas, Bá tước của Skenninge có những lâu đài, được bảo vệ bởi starosta Jakub Olbrycht Szczawiński, trong Trận Đại hồng thủy năm 1655. Sự hủy diệt kết thúc vào năm 1707 trong một cuộc chiếm đóng khác của Thụy Điển.
Trong những năm tiếp theo, cư dân địa phương đã sử dụng phần còn lại của lâu đài làm nguồn vật liệu xây dựng. Sau Thế chiến II, lâu đài trở thành trụ sở của đội trinh sát, và năm 1964, việc tái thiết bắt đầu.